# Josef Kajetán Tyl

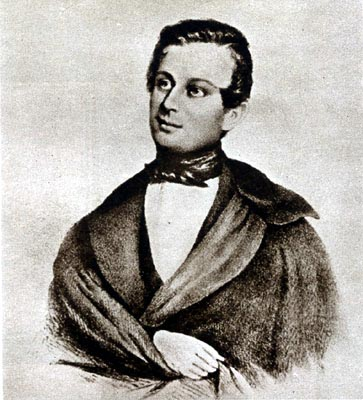
Josef Kajetán Tyl.

Josef Kajetán Tyl (Kutná Hora, el 4 de febrer de 1808 - Plzeň, el 17 de juliol de 1856) va ser un dramaturg, actor, novel·lista i periodista txec.

## Obra dramàtica
- Výhoň dub
- Čestmír
- Slepý mládenec
- Paní Marjánka, matka pluku
- Pražský flamendr
- Bankrotář
- Paličova dcera
- Strakonický dudák aneb Hody divých žen
- Lesní panna aneb cesta do Ameriky
- Tvrdohlavá žena aneb zamilovaný školní mládenec
- Jiříkovo vidění
- Čert na zemi
- Krvavý soud aneb kutnohorští havíři
- Jan Hus
- Žižka z Trocnova
- Staré město a Malá strana
- Krvavé křtiny čili Drahomíra a její synové
- Měšťané a študenti